# Le Cœur de Nora Flynn
Pour plus de détails, voir Fiche technique et Distribution.
Le Cœur de Nora Flynn (The Heart of Nora Flynn) est un film américain de Cecil B. DeMille sorti en 1916. C'est un mélodrame mettant en scène Marie Doro et Elliott Dexter.

## Synopsis
Nora Flynn (Marie Doro) est une jeune Irlandaise, gouvernante chez les Stone, une riche famille américaine. Elle est très attachée aux deux enfants et fait des projets avec Nolan, le chauffeur (Elliott Dexter). Pour sa part, la maîtresse de maison est très insatisfaite et songe à s'enfuir avec Jack Murray, son amant. Mais son mari, et le chauffeur, réapparaissent au moment crucial...

## Fiche technique
- Titre original : The Heart of Nora Flynn
- Réalisation : Cecil B. DeMille
- Scénario : Jeanie Macpherson et Hector Turnbull
- Montage : Cecil B. DeMille
- Format : 35 mm
- Durée : 64 minutes
- Date de sortie : 23 avril 1916 (États-Unis)

## Distribution
- Marie Doro : Nora Flynn
- Elliott Dexter : Nolan
- Ernest Joy : Brantley Stone
- Lola May : Mrs. Stone, son épouse
- Billy Jacobs : Tommy Stone, leur fils
- Peggy George : Anne Stone, leur fille
- Charles West : Jack Murray
- Mrs. Lewis McCord : La cuisinière